# 環境コミュニケーション大賞
環境コミュニケーション大賞（かんきょうコミュニケーションたいしょう）は、環境省と財団法人地球・人間環境フォーラムが主催、日本経済新聞が後援する環境活動に関する表彰制度。事業者等の環境コミュニケーションへの取り組みを促進するとともに、その質の向上を図ることを目的とする。

## 表彰部門
- 環境報告書
- 環境レポート
- テレビ環境CM

## 過去の受賞歴
第1回
第2回
第3回
第4回
第5回
第6回
第7回
第8回
第9回
第10回
第11回
- 環境報告書部門
  - 環境報告大賞 - 松下電器産業（現：パナソニック）
  - 持続可能性報告大賞 - トヨタ自動車
  - 環境報告優秀賞 - シャープ、西友、積水化学工業、大栄環境グループ、リコー、リコー福井事業所、ワタミ
  - 持続可能性報告優秀賞 - 伊藤忠商事、INAX、大和ハウス工業、東京急行電鉄、凸版印刷、日産自動車
  - 優秀賞 - 宇宙航空研究開発機構、島根大学、信州大学、千葉大学、東京大学
  - 奨励賞 - シスメックス、大栄サービス

- 環境レポート部門
  - 大賞 - ワイルカンパニー
  - 優秀賞 - クリーンセンター花泉、坂井商店、東京都立農芸高等学校、牧之原市役所、琉球大学

- テレビ環境CM部門
  - 大賞 - 公共広告機構（現：ACジャパン）
  - 優秀賞 - ジャパンエナジー、シャープ、積水ハウス、松下電器産業（現：パナソニック）

第12回
- 環境報告書部門
  - 環境報告大賞 - リコー
  - 持続可能性報告大賞 - 帝人
  - 地球温暖化対策報告大賞 - 東芝
  - 環境報告優秀賞 - アスクル、九州電力、住友信託銀行、東京地下鉄、東芝
  - 持続可能性報告優秀賞 - 伊藤忠商事、オムロン、富士ゼロックス（現:富士フイルムビジネスイノベーション）、富士フイルムホールディングス
  - 奨励賞 - 飯野海運、イズミヤ、大手町・丸の内・有楽町地区再開発計画推進協議会、大丸有環境共生型まちづくり推進協会、埼玉日本電気、滋賀銀行
  - 環境配慮促進法特定事業者賞 - 三重大学

- 環境レポート部門
  - 大賞 - シュガーアンドスパイス
  - 優秀賞 - クリーンセンター花泉、GE、大正印写、仁張工作所、プラマック、菱日エンジニアリング

- テレビ環境CM部門
  - 大賞 - 住友林業
  - 優秀賞 - イオン、公共広告機構（現：ACジャパン）、大和ハウス工業、マツダ

第13回
- 環境報告書部門
  - 環境報告大賞 - 東芝
  - 持続可能性報告大賞 - リコー
  - 地球温暖化対策報告大賞 - INAX
  - 環境報告優秀賞 - コクヨ、損害保険ジャパン、南海電気鉄道、パナソニック
  - 持続可能性報告優秀賞 - 味の素、積水化学工業、帝人、富士ゼロックス
  - 生物多様性報告特別優秀賞：該当なし
  - 環境金融報告特別優秀賞：滋賀銀行
  - 信頼性報告特別優秀賞 - 帝人
  - 奨励賞 - 埼玉日本電気、三洋商事、シャープ三重工場
  - 環境配慮促進法特定事業者賞 - 三重大学

- 環境レポート部門
  - 大賞 - 石川県立大聖寺高等学校
  - 優秀賞 - 一宮生活協同組合、坂井商店、三和工業、滋賀シミズ精工、ソーダニッカ、トーホー、北陽商会、松江八束清掃協同組合

- テレビ環境CM部門
  - 大賞 - 東芝
  - 優秀賞 - ACジャパン、日立製作所、三井物産、ユニ・チャーム